# Petracola shurugojalcapi
Petracola shurugojalcapi — вид ящірок родини гімнофтальмових (Gymnophthalmidae). Ендемік Перу. Описаний у 2023 році.

## Поширення і екологія
Вид поширений у сухій долині на правому березі річки Мараньйон. Типова місцевість — заповідник Льямапампа-Ла Халка, район Ла Халка в провінції Чачапояс в регіоні Амазонас (6°25'36" пд.ш.; 77°45'56" з.д.; на висоті 2990 м над рівнем моря).

## Назва
Видовий епітет shurugojalcapi є поєднанням двох місцевих слів: «shurugo» — місцева назва гімнофтальмідної ящірки та «jalcapi», що означає «з Халка» мовою кечуа. Назву запропонували жителі міста Ла-Халька-Гранде.